# 山本いつか
山本 いつか（やまもと いつか、1992年11月8日 - ）は、日本の元グラビアアイドル。
大阪府出身。元エイトマン所属。

## 経歴
- 2011年2月、雑誌『Bejean』でグラビア初登場。
- 2011年3月、『そこツボ』（TOKYO MX、千葉テレビ）イメージガールとしてレギュラー出演開始。ゲストとして登場した回では原口まさあきとパラパラを踊り、共演する芸人を思い切りハリセンで叩いたりと大暴れした。
- 2012年3月、宮澤正明の撮影で、グラビアサイト『image.tv』に登場。
- 2012年3月、ファースト写真集『ヤマモトイツカ』（ジーオーティー）を発売。震災直後からの1年間をカメラマン4人（西田幸樹、米田康正、諏訪稔、イワタ）が撮影。西田幸樹が「初めて会った時、見事な造形美に驚きました」と語り、月刊シリーズのプロデューサー・イワタは「少女でもなく、女でもない。熱くもなく、冷たくもない。その不完全さが完璧」とコメント。
- 2012年3月、ファーストイメージDVD『妹の知らない物語』（エアーコントロール）が発売。
- 2012年3月、雑誌『週刊大衆』（双葉社）の表紙にカバーガールとして登場。
- 2012年4月、DMM限定のネット配信動画『エアーコントロール プラス』に登場。DMMのアイドル動画ランキングで1位を獲得[1]。
- 2012年5月、雑誌『BX』（マイウェイ出版）で、DVD発売記念イベントでの水着姿において、胸の先が見えたのではないかとの疑惑写真が掲載され話題に。
- 2012年7月、DMMのアイドル動画部門の３部門で１位を獲得（週間作品ランキング１位、月間作品ランキング１位、月間アイドルランキング１位）。
- 2012年8月、2ヶ月連続でDMMのアイドル動画部門の３部門１位を獲得（週間作品ランキング１位、月間作品ランキング１位、月間アイドルランキング１位）。
- 2012年10月、4ヶ月連続でDMM動画部門の月間アイドルランキング１位を獲得。
- 2012年11月、5ヶ月連続でDMM動画部門の月間アイドルランキング１位を獲得。
- 2013年1月、DMM『2012年度 下半期アイドルランキング』、『2012年度 下半期アイドル動画ランキング』の両部門で1位を獲得。、この年以降の芸能活動は確認されていない。

## 人物
- 趣味は、音楽・DVD鑑賞。特技は、水泳、乗馬、茶道。
- 好きな曲は、桑田佳祐の『いつか何処かで』。
- 将来の希望は、自分史を変えること。
- 中学生まで『ウルトラマン』に人が入っているとは知らなかった。理由が「ウルトラマンはビルより大きい」から。
- プロ野球で好きな球団は「巨人と阪神」。

## 出演

### テレビ
- 『そこツボ』（TOKYO MX・千葉テレビ、2011年3月 - ）
- 『そこウサ』（TOKYO MX・千葉テレビ、2011年4月 - ）

### ネット配信
- 『YI+』（2012年4月、エアーコントロールプラス）

## 作品

### DVD
- 妹の知らない物語（エアーコントロール、2012年3月）
- 転校生（エアーコントロール、2012年6月）
- いつの日か。（エアーコントロール、2012年9月）
- ボクの彼女（エアーコントロール、2012年12月）

## 書籍

### 写真集
- ヤマモトイツカ（2012年3月、ジーオーティー / 撮影 西田幸樹、米原康正、諏訪稔、イワタ） ISBN 978-4860847630